# 黃士修
黃士修（1987年10月14日—），台灣政治幕僚、廣播主持人，核能流言終結者創辦人兼執行長、現職主流民意大聯盟發言人兼郭台銘總統連署總顧問。曾任中國國民黨籍總統候選人韓國瑜、洪秀柱顧問及幕僚、中國國民黨官方智庫國家政策研究基金會特約研究員、2018年以核養綠公投案領銜人、2021年核四商轉公投領銜人、2024郭台銘競選辦公室發言人。自稱患有亞斯伯格症候群。
自2013年起於Facebook開設社團核能流言終結者倡議核能發電。

## 生平概略
- 他先後畢業於臺中市私立衛道高級中學及國立清華大學理學院學士班；赴英國倫敦帝國學院物理學系碩士班主修廣義相對論和量子場論，放棄攻讀學位回台後，先後擔任高中數學科教師與小學自然科教師，並積極在網路上參與公共議題討論[8]。自稱患有亞斯伯格症候群。[3]
- 2013年創立核能流言終結者臉書粉絲專頁及社團，推廣能源科學普及工作。
- 2014年接受唐慧琳邀請，在國家政策研究基金會代班撰寫能源政策相關議題，期間曾公開投書批評國民黨的能源政策，和時任黨主席朱立倫的能源政策相左引起爭議。
- 2015年起擔任永續發展組特約研究員（為無給職掛名顧問）。
- 2015年時任立法院副院長洪秀柱宣布參選後，黃士修也加入成為政策幕僚，協助洪秀柱參與黨內初選、總統大選，後因國民黨更換候選人而解散團隊，回到業界從事顧問工作。
- 2016年協助洪秀柱參與2016年中國國民黨主席補選。[9]
- 2018年發起以核養綠公投並擔任領銜人，最後拿下589萬張同意票，廢止電業法之非核家園條款[10]。
- 2019年發起並擔任2021年核四商轉公投領銜人[11]。
- 2019年擔任國民黨競選總統的韓國瑜國政顧問團能源組諮詢專家。[12][13]。
- 2020年起在中廣新聞網、九八新聞台、好好聽文創等電台，擔任廣播主持人。 此外擔任策略顧問、特約撰稿人及政治評論員。
- 2023年8月，擔任2024郭台銘競選辦公室發言人以及連署總顧問。[14][15]

## 倡議核能
黃士修在福島第一核電廠事故前對核能立場偏向反核，但因該事故後網路出現違反科學理論的反核謠言於2013年在Facebook開設以收集核能相關資料並且反擊核能流言的私密社團，隨後因為認同美劇流言終結者的理念，故創辦社團核能流言終結者粉絲團與社團法人核能流言終結者協會推廣核能。

### 擔任「以核養綠公投」領銜人
2018年3月29日，於集思台大會議中心召開記者會，宣布由國立清華大學原子科學院院長李敏發起的「以核養綠」公投，已經跨過第一階段的門檻，並由黃士修擔任公投領銜人，赴中央選舉委員會繳交連署書正式提案。連署經補件最終成案，公投於11月24日併同2018年中華民國地方公職人員選舉進行。

### 擔任維持禁止進口日本核災地區食品公投案的反對方
2018年九合一選舉中，黃士修集結五個臉書粉專(核能流言終結者、台灣鯛民、漢娜在翻譯、文青別鬼扯和Lin Bay 好油)，站在國民黨提案的維持禁止進口日本核災地區食品公投案的反對方。五個臉書粉專領域橫跨能源、輻射、食品、農業、日本文化，針對國民黨提出的核災食品公投案提出要國民黨說清楚為什麼不能讓核災地區食品進口，如果檢驗都合格那就是沒有安全疑慮。

### 以核養綠公投案通過
在2018年九合一綁公投的選舉中，黃士修所提出的以核養綠公投案通過投票門檻，以獲得全國選民5,895,560張同意票並多於不同意票，本複決案通過。依公投法第30條第1項第1款規定，電業法第95條第1項於中央選舉委員會107年11月30日公告之日算至第3日（即107年12月2日）起失其效力。

### 重啟核四公投
2019年提出「您是否同意核四啟封商轉發電？」全國性公民投票案，經連署成立，成為全國性公民投票案，原訂在2021年8月28日舉行公民投票。後因 COVID-19 疫情影響，改於12月18日舉行。結果不同意票為426萬2千517票、同意票為380萬4千689票，重啟核四公投案未通過。

## 時事評論

### 認為臺中火力發電廠非臺中空污主因
時代力量立委洪慈庸在臉書貼文表示，台中火力發電廠占了中部PM2.5總量的34%。黃士修質疑洪的數據引用錯誤，根據臺中市環保局的資料，中火占台中市PM2.5總量應為16.3%，並嘲諷對方的34%是把數字亂加湊出答案。
隔日，洪慈庸回應數據來源引用自環保署簡報，將其中兩筆數據相除得出34%。黃士修隨即在文章底下回覆，洪引用的簡報上一頁寫明「電力業」占5.6%，且該份簡報的重點正是說明中火降載對空污的減量很小。黃士修並發文，表示誤會洪慈庸，但呼籲洪「不要拿到數字就亂除」，因為洪宣稱「中部PM2.5汙染物排放總量是3719公噸」有誤，3719公噸只是「中部工業PM2.5排放量」，而全國工業PM2.5排放量只占全國PM2.5總排放量的23%，故洪反而證明中火不是中部空污主要貢獻者。
環保署則表示：「洪、黃兩人引用的環保署數據都沒錯，只是解釋方式不同。PM2.5的污染來源包括固定污染源、逸散污染源，前者指工廠與電廠等，後者指的是汽機車交通污染與境外污染物等。」黃認為環保署其實是委婉地指出洪將固定排放源和總量搞混的錯誤，且洪所引的投影片下方就有數據顯示降載對空污影響不大，質疑洪做為立委不用功。

### 認為福島農產品無輻射致癌危險
2016年5月4日，國民黨文傳會臉書的諷刺準總統蔡英文的文宣中有一張質疑蔡英文將開放福島核災食品進口。對此黃士修批評國民黨，還沒真正在野，就開始跟風搞民粹。黃士修說許多人對福島縣有誤解，各國政府開放福島農產品，是憑科學的證據，而非任何不理性的恐慌。
2016年5月24日，氣象主播李富城在臉書批評蔡英文政府將放寬對日本福島縣等5縣市實施的食品進口禁令，認為會對台灣人民的健康有害，遭到黃士修嘲諷「腦藍跳出來秀下限」。
黃士修在臉書發文批評說，李富城的說法是錯誤的，這些地區的農漁產品並沒有「帶有高量的核輻射」，並無致癌風險、也無各國禁止進口的情形。

### 質疑洪慈庸施壓台電
2016年9月27日、28日，梅姬颱風影響台灣多地停電，台電王姓員工在臉書發文指控，時代力量立委洪慈庸半夜強押台電人員，優先搶修自己選區。洪慈庸為此於10月7日發出存證信函，要求王姓員工道歉，否則提告。王姓員工為此向黃士修求助。黃士修於10月12日在臉書放出相關影片及照片，證明王姓員工所言不假；洪慈庸反駁，黃士修此舉是「張冠李戴」。
台電為此表示，經過查證後發現當日並沒有人被押走，當事人侯班長也否認被押走一事，而王姓員工並非現場搶修同仁，王姓員工所提供的照片也不是現場照片，可能是在轉傳過程中造成部分誤解。

### 質疑陳瑩理化觀念
2016年3月14日，民進黨立委陳瑩質詢時任環保署署長魏國彥時，詢問爐渣的pH值是多少，魏國彥則回答爐渣pH值是要先溶成液體才能量。同月15日，黃士修在臉書分享陳瑩質詢影片和逐字稿，諷刺「立委的理化教育不能等」。
黃士修表示，pH值的定義就是「溶液」中的氫離子濃度，「固體」並沒有pH值；就算是用電極法，也要先讓它與水混合，「溶解」釋出氫離子，才能量pH值。黃士修痛批，陳瑩的質詢根本是「找碴」。
曾任柯文哲競選團隊網路工程師的王景弘回應，依完整影片，陳瑩要問的是爐渣pH檢值標準為何是12.5，不是問量測方式，因此他認為陳質詢「廢棄物事業管理辦法」法規的作法不該被說是「來亂的」。但是黃士修隨後也發文感謝王景弘的逐字稿證明他的論點，因為陳瑩明顯是想把爐渣直接當成pH=12.5的強鹼物質，所以很危險。

### 控告許永輝瀆職、偽造文書
2021年11月24日，在第三場重啟核四公投辯論會上，黃表示先前已赴台北地檢署，提告許永輝瀆職、偽造文書，交由檢察官調查。

## 爭議

### 與雞排妹的爭執
2021年2月15日，黃士修在鄭家純臉書貼文【性騷／性侵真人故事募集計畫】下方留言，「讓我們回顧 #metoo運動，它使女性被性侵的問題獲得關注，但同時帶來更多傷害和仇恨，無論是對男性或女性。最終，這場運動沒有增進性別平等」，「雞排妹把她們帶向一個更危險的場域，她們卻渾然不覺。」
2021年2月16日，鄭家純回應：「黃士修 你真的很適合跟陳沂結婚。」
2021年2月17日，黃士修回應：「我被雞排妹性騷擾了。」

### 重啟核四公投辨論會言論失當
2021年11月18日，在第二場重啟核四公投辨論會上，黃士修在辯論會上表示，若反方代表、台電核能發電處長許永輝宣稱核四廠有什麼問題，會後就提告；並表示「我誠心建議你等一下小心說話」、「許處長你的身家安頓好了嗎？」
此言論一出，各方對這點反應激烈，民進黨議員張志豪於11日19日至新北地檢署告發黃士修涉及恐嚇，律師房彥輝補充說明黃士修所謂「許處長你的身家安頓好了嗎」的言論，可能已涉犯刑法恐嚇危害安全罪，律師蔡鴻燊則表示，婚姻狀態其實也是屬於個人資料保護法要保護的對象。對綠營的質疑，黃士修表示：「據聞民進黨將動用律師團提告黃士修觸犯恐嚇罪，我深感訝異這是什麼法盲邏輯？告發瀆職等犯罪事實，是公民應盡的責任。」，以及「一個人對抗國家機器，習慣了。我會戰到最後一刻，法院見。」
黃士修此舉也引來了目前包含總統蔡英文和駐德代表謝志偉等現任政府官員譴責黃士修，而黃士修對此表示：「你有種就反告我恐嚇啊。」對員工被嗆要提告，台電也發文表示立場，報告非台電報告，若假冒台電發布假訊息將循法律途徑追究，台電並表示「對此自導自演的文件，沒有看過，也沒有參與。」

## 外部連結
- 黃士修的Facebook專頁
- 黃士修的Facebook專頁
- 黃士修的Instagram帳戶
- YouTube上的黃士修頻道
- 核能流言終結者官網 （页面存档备份，存于）（繁體中文）